# Скела (Прахова)
Скела (рум. Schela) — село у повіті Прахова в Румунії. Адміністративно підпорядковане місту Бейкой.
Село розташоване на відстані 70 км на північ від Бухареста, 18 км на північний захід від Плоєшті, 70 км на південь від Брашова.

## Населення
За даними перепису населення 2002 року у селі проживали 1075 осіб, усі — румуни. Усі жителі села рідною мовою назвали румунську.